# Sciadocera rufomaculata
Sciadocera rufomaculata är en tvåvingeart som beskrevs av White 1916. Sciadocera rufomaculata ingår i släktet Sciadocera och familjen puckelflugor. Inga underarter finns listade i Catalogue of Life.